# Брильянт (Огайо)
Брильянт (англ. Brilliant) — переписна місцевість (CDP) в США, в окрузі Джефферсон штату Огайо. Населення — 1317 осіб (2020).

## Географія
Брильянт розташований за координатами 40°16′4″ пн. ш. 80°38′9″ зх. д. / 40.26778° пн. ш. 80.63583° зх. д. (40.267682, -80.635710).  За даними Бюро перепису населення США в 2010 році переписна місцевість мала площу 4,58 км², з яких 4,54 км² — суходіл та 0,04 км² — водойми.

### Клімат
| Клімат : Брильянт     | Клімат : Брильянт | Клімат : Брильянт | Клімат : Брильянт | Клімат : Брильянт | Клімат : Брильянт | Клімат : Брильянт | Клімат : Брильянт | Клімат : Брильянт | Клімат : Брильянт | Клімат : Брильянт | Клімат : Брильянт | Клімат : Брильянт | Клімат : Брильянт |
| Показник              | Січ.              | Лют.              | Бер.              | Квіт.             | Трав.             | Черв.             | Лип.              | Серп.             | Вер.              | Жовт.             | Лист.             | Груд.             | Рік               |
| Середній максимум, °C | 2,8               | 3,9               | 10,0              | 16,7              | 22,8              | 26,7              | 28,9              | 27,8              | 25,0              | 17,8              | 10,6              | 5,0               | 15,6              |
| Середній мінімум, °C  | −6,1              | −5                | −1,1              | 2,8               | 7,8               | 12,8              | 15,0              | 13,9              | 10,6              | 5,0               | 0,0               | −4,4              | 3,9               |
| Норма опадів, мм      | 74                | 61                | 86                | 86                | 99                | 107               | 112               | 94                | 79                | 69                | 69                | 71                | 1003              |
| --------------------- | ----------------- | ----------------- | ----------------- | ----------------- | ----------------- | ----------------- | ----------------- | ----------------- | ----------------- | ----------------- | ----------------- | ----------------- | ----------------- |
| Джерело: Weatherbase  |                   |                   |                   |                   |                   |                   |                   |                   |                   |                   |                   |                   |                   |

## Демографія
Згідно з переписом 2010 року, у переписній місцевості мешкали 1482 особи в 654 домогосподарствах у складі 419 родин. Густота населення становила 324 особи/км².  Було 746 помешкань (163/км²).
Расовий склад населення:
| - 98,8 % — білих - 0,3 % — чорних або афроамериканців - 0,1 % — корінних американців |

До двох чи більше рас належало 0,8 %. Частка іспаномовних становила 0,3 % від усіх жителів.
За віковим діапазоном населення розподілялося таким чином: 20,4 % — особи молодші 18 років, 61,0 % — особи у віці 18—64 років, 18,6 % — особи у віці 65 років та старші. Медіана віку мешканця становила 44,6 року. На 100 осіб жіночої статі у переписній місцевості припадало 90,5 чоловіків;  на 100 жінок у віці від 18 років та старших — 87,0 чоловіків також старших 18 років.
Середній дохід на одне домашнє господарство  становив 51 182 долари США (медіана — 41 207), а середній дохід на одну сім'ю — 57 544 долари (медіана — 42 222). Медіана доходів становила 44 500 доларів для чоловіків та 32 019 доларів для жінок. За межею бідності перебувало 20,0 % осіб, у тому числі 25,7 % дітей у віці до 18 років та 15,2 % осіб у віці 65 років та старших.
Цивільне працевлаштоване населення становило 762 особи. Основні галузі зайнятості: освіта, охорона здоров'я та соціальна допомога — 29,7 %, транспорт — 22,2 %, роздрібна торгівля — 12,9 %, мистецтво, розваги та відпочинок — 12,7 %.